# Нестор Гарсія (борець)
Нестор Аріель Гарсія Ріверо (ісп. Néstor Ariel García Rivero; нар. 3 грудня 1966, Тукупіта, штат Дельта-Амакуро) — венесуельський борець греко-римського стилю, срібний та дворазовий бронзовий призер Панамериканських чемпіонатів, срібний призер Панамериканських ігор, бронзовий призер чемпіонату Центральної Америки, срібний та бронзовий призер Центральноамериканських і Карибських ігор, учасник Олімпійських ігор.

## Життєпис
Боротьбою почав займатися з 1980 року.
Виступає за борцівський клуб Дельта-Амакуро. Тренер — Алексіс Карріон.

## Спортивні результати на міжнародних змаганнях

### Виступи на Олімпіадах
| Змагання                    | Збірна    | Вагова категорія                 | Місце |
| --------------------------- | --------- | -------------------------------- | ----- |
| Літні Олімпійські ігри 1996 | Венесуела | греко-римська боротьба, до 74 кг | 17    |

### Виступи на Чемпіонатах світу
| Змагання                        | Збірна    | Вагова категорія                 | Місце |
| ------------------------------- | --------- | -------------------------------- | ----- |
| Чемпіонат світу з боротьби 1995 | Венесуела | греко-римська боротьба, до 74 кг | 13    |

### Виступи на Панамериканських чемпіонатах
| Змагання                                   | Збірна    | Вагова категорія                 | Місце  |
| ------------------------------------------ | --------- | -------------------------------- | ------ |
| Панамериканський чемпіонат з боротьби 1990 | Венесуела | греко-римська боротьба, до 74 кг | Срібло |
| Панамериканський чемпіонат з боротьби 1991 | Венесуела | греко-римська боротьба, до 74 кг | Бронза |
| Панамериканський чемпіонат з боротьби 1992 | Венесуела | греко-римська боротьба, до 74 кг | 4      |
| Панамериканський чемпіонат з боротьби 1993 | Венесуела | греко-римська боротьба, до 74 кг | Бронза |

### Виступи на Панамериканських іграх
| Змагання                  | Збірна    | Вагова категорія                 | Місце  |
| ------------------------- | --------- | -------------------------------- | ------ |
| Панамериканські ігри 1995 | Венесуела | греко-римська боротьба, до 74 кг | Срібло |

### Виступи на Чемпіонатах Центральної Америки
| Змагання                                      | Збірна    | Вагова категорія                 | Місце  |
| --------------------------------------------- | --------- | -------------------------------- | ------ |
| Чемпіонат Центральної Америки з боротьби 1990 | Венесуела | греко-римська боротьба, до 74 кг | Бронза |

### Виступи на Центральноамериканських і Карибських іграх
| Змагання                                     | Збірна    | Вагова категорія                 | Місце  |
| -------------------------------------------- | --------- | -------------------------------- | ------ |
| Центральноамериканські і Карибські ігри 1990 | Венесуела | греко-римська боротьба, до 74 кг | Бронза |
| Центральноамериканські і Карибські ігри 1993 | Венесуела | греко-римська боротьба, до 74 кг | Срібло |

### Виступи на інших змаганнях
| Змагання                                                             | Збірна    | Вагова категорія                 | Місце |
| -------------------------------------------------------------------- | --------- | -------------------------------- | ----- |
| Панамериканський Олімпійський кваліфікаційний турнір з боротьби 1996 | Венесуела | греко-римська боротьба, до 74 кг | 4     |